# Танець смерті (Ліст)
«Танець смерті» також «Totentanz» (парафраза на тему «Dies irae», S.126) — твір для фортепіано з оркестром Ференца Ліста,, відомий завдяки стилістичним новаціям, а також тим, що він базується на григоріанській мелодії «Dies irae». Ліст запланував написання цього твору ще 1838 року, завершив та опублікував 1849 року. Переглянув та вніс деякі зміни 1853 та 1859 рр.

## Одержимість смертю

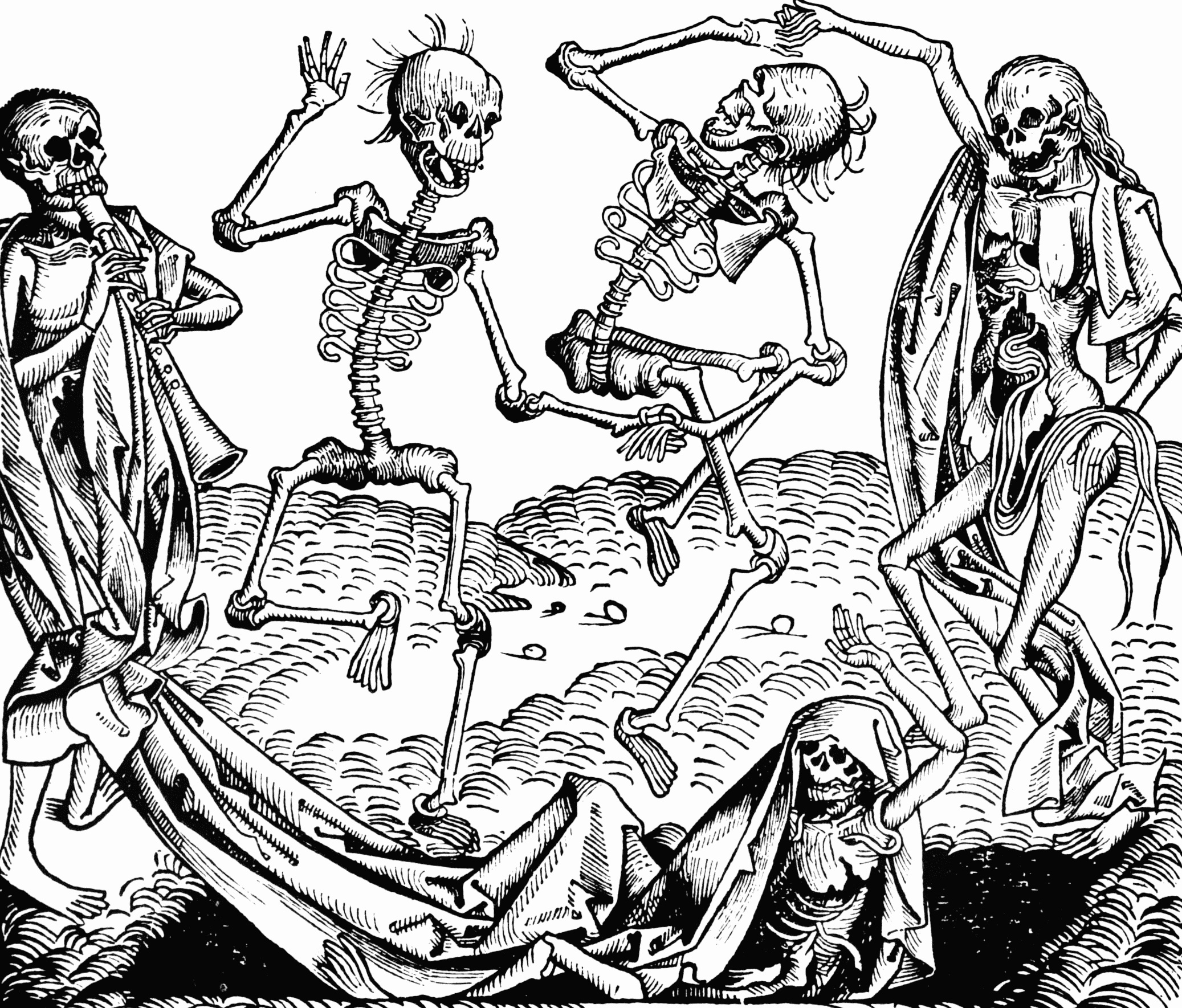
Танець смерті (Totentanz) з Liber Chronicarum (Нюрнберзька хроніка), 1493, Міхаель Вольгемут

Деякі заголовки творів Ліста, такі як «Totentanz», «Funérailles», «La lugubre gondola» та «Pensée des morts», показують захоплення композитора смертю. У молодого Ліста ми вже можемо спостерігати прояви його одержимості смертю, релігією, небом і пеклом. За словами Алана Вокера, Ліст відвідував паризькі «лікарні, азартні казино та притулки» на початку 1830-х років, і навіть спускався до в'язниць, щоб побачити засуджених до смерті.

## Джерела натхнення

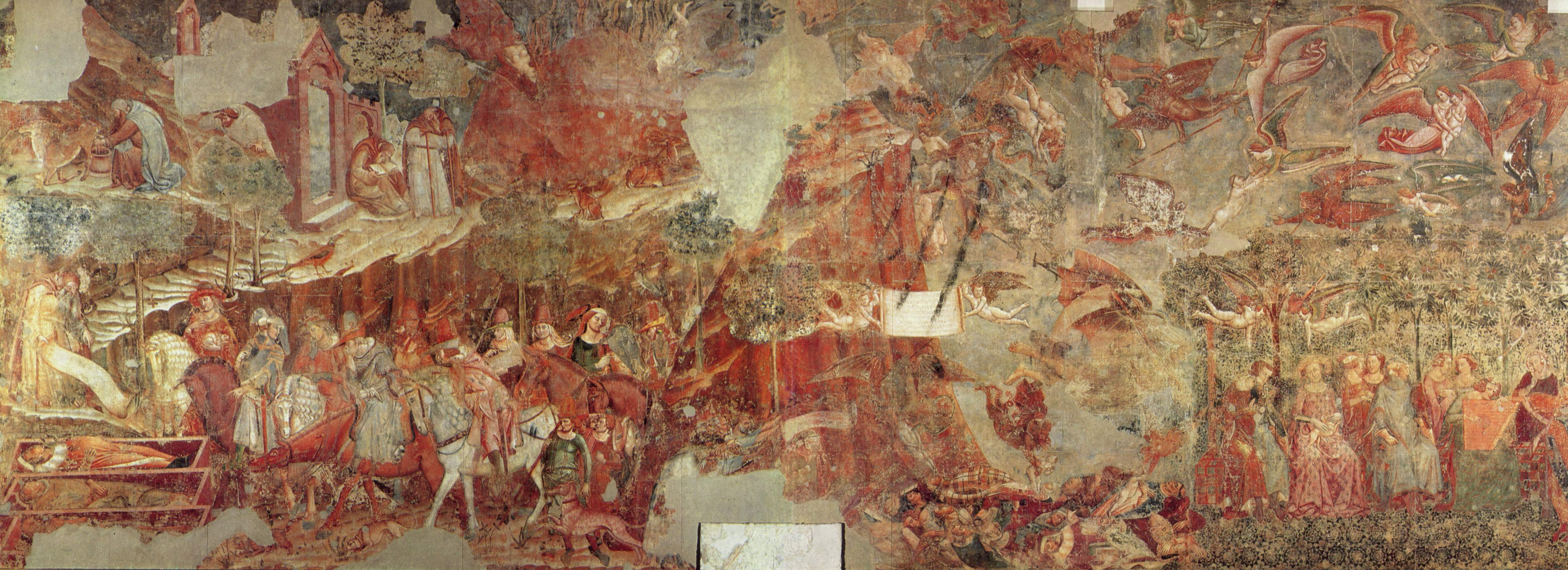
Тріумф смерті, бл. 1355